# Hwang Sun-hong
Hwang Sun-hong (황선홍?, 黃善洪?; Yesan, 14 luglio 1968) è un allenatore di calcio ed ex calciatore sudcoreano, di ruolo attaccante, commissario tecnico della nazionale Under 23 sudcoreana e ad interim della nazionale sudcoreana.

## Carriera
Con la nazionale sudcoreana ha partecipato a 4 edizioni consecutive dei mondiali: nel 1990, 1994, 1998 e 2002.

## Statistiche

### Cronologia presenze e reti in nazionale
| Cronologia completa delle presenze e delle reti in nazionale ― Corea del Sud | Cronologia completa delle presenze e delle reti in nazionale ― Corea del Sud | Cronologia completa delle presenze e delle reti in nazionale ― Corea del Sud | Cronologia completa delle presenze e delle reti in nazionale ― Corea del Sud | Cronologia completa delle presenze e delle reti in nazionale ― Corea del Sud | Cronologia completa delle presenze e delle reti in nazionale ― Corea del Sud | Cronologia completa delle presenze e delle reti in nazionale ― Corea del Sud | Cronologia completa delle presenze e delle reti in nazionale ― Corea del Sud |
| Data                                                                         | Città                                                                        | In casa                                                                      | Risultato                                                                    | Ospiti                                                                       | Competizione                                                                 | Reti                                                                         | Note                                                                         |
| ---------------------------------------------------------------------------- | ---------------------------------------------------------------------------- | ---------------------------------------------------------------------------- | ---------------------------------------------------------------------------- | ---------------------------------------------------------------------------- | ---------------------------------------------------------------------------- | ---------------------------------------------------------------------------- | ---------------------------------------------------------------------------- |
| 17-6-1988                                                                    | Giacarta                                                                     | Bahrein                                                                      | 2 – 0                                                                        | Corea del Sud                                                                | Qual. Coppa d'Asia 1988                                                      | -                                                                            |                                                                              |
| 19-6-1988                                                                    | Giacarta                                                                     | Corea del Sud                                                                | 1 – 1                                                                        | Yemen del Sud                                                                | Qual. Coppa d'Asia 1988                                                      | -                                                                            |                                                                              |
| 22-6-1988                                                                    | Giacarta                                                                     | Indonesia                                                                    | 0 – 4                                                                        | Corea del Sud                                                                | Qual. Coppa d'Asia 1988                                                      | 2                                                                            |                                                                              |
| 5-12-1988                                                                    | Doha                                                                         | Corea del Sud                                                                | 2 – 0                                                                        | Giappone                                                                     | Coppa d'Asia 1988 - 1º turno                                                 | 1                                                                            |                                                                              |
| 9-12-1988                                                                    | Doha                                                                         | Qatar                                                                        | 2 – 3                                                                        | Corea del Sud                                                                | Coppa d'Asia 1988 - 1º turno                                                 | -                                                                            |                                                                              |
| 11-12-1988                                                                   | Doha                                                                         | Corea del Sud                                                                | 2 – 3                                                                        | Iran                                                                         | Coppa d'Asia 1988 - 1º turno                                                 | 1                                                                            |                                                                              |
| 14-12-1988                                                                   | Doha                                                                         | Corea del Sud                                                                | 2 – 1                                                                        | Cina                                                                         | Coppa d'Asia 1988 - Semifinale                                               | -                                                                            | 75’                                                                          |
| 18-12-1988                                                                   | Doha                                                                         | Corea del Sud                                                                | 0 – 0 dts (3 – 4 dtr)                                                        | Arabia Saudita                                                               | Coppa d'Asia 1988 - Finale                                                   | -                                                                            | 58’                                                                          |
| 23-5-1989                                                                    | Seul                                                                         | Corea del Sud                                                                | 3 – 0                                                                        | Singapore                                                                    | Qual. Mondiali 1990                                                          | 2                                                                            | 61’                                                                          |
| 27-5-1989                                                                    | Seul                                                                         | Corea del Sud                                                                | 3 – 0                                                                        | Malaysia                                                                     | Qual. Mondiali 1990                                                          | 2                                                                            |                                                                              |
| 5-6-1989                                                                     | Singapore                                                                    | Malaysia                                                                     | 0 – 3                                                                        | Corea del Sud                                                                | Qual. Mondiali 1990                                                          | 1                                                                            |                                                                              |
| 10-8-1989                                                                    | Los Angeles                                                                  | Messico                                                                      | 4 – 2                                                                        | Corea del Sud                                                                | 1989 Marlboro Cup                                                            | -                                                                            |                                                                              |
| 13-8-1989                                                                    | Los Angeles                                                                  | Stati Uniti                                                                  | 1 – 2                                                                        | Corea del Sud                                                                | 1989 Marlboro Cup                                                            | 1                                                                            |                                                                              |
| 16-9-1989                                                                    | Seul                                                                         | Corea del Sud                                                                | 0 – 1                                                                        | Egitto                                                                       | Amichevole                                                                   | -                                                                            |                                                                              |
| 13-10-1989                                                                   | Singapore                                                                    | Corea del Sud                                                                | 0 – 0                                                                        | Qatar                                                                        | Qual. Mondiali 1990                                                          | -                                                                            | 46’                                                                          |
| 16-10-1989                                                                   | Singapore                                                                    | Corea del Sud                                                                | 1 – 0                                                                        | Corea del Nord                                                               | Qual. Mondiali 1990                                                          | 1                                                                            |                                                                              |
| 20-10-1989                                                                   | Singapore                                                                    | Cina                                                                         | 0 – 1                                                                        | Corea del Sud                                                                | Qual. Mondiali 1990                                                          | -                                                                            |                                                                              |
| 25-10-1989                                                                   | Singapore                                                                    | Arabia Saudita                                                               | 0 – 2                                                                        | Corea del Sud                                                                | Qual. Mondiali 1990                                                          | 1                                                                            |                                                                              |
| 28-10-1989                                                                   | Singapore                                                                    | Emirati Arabi Uniti                                                          | 1 – 1                                                                        | Corea del Sud                                                                | Qual. Mondiali 1990                                                          | -                                                                            |                                                                              |
| 4-2-1990                                                                     | La Valletta                                                                  | Corea del Sud                                                                | 2 – 3                                                                        | Norvegia                                                                     | Rothmans Tournament                                                          | 1                                                                            | 67’                                                                          |
| 15-2-1990                                                                    | Baghdad                                                                      | Iraq                                                                         | 0 – 0                                                                        | Corea del Sud                                                                | Amichevole                                                                   | -                                                                            |                                                                              |
| 18-2-1990                                                                    | Il Cairo                                                                     | Egitto                                                                       | 0 – 0                                                                        | Corea del Sud                                                                | Amichevole                                                                   | -                                                                            | 11’                                                                          |
| 12-6-1990                                                                    | Verona                                                                       | Belgio                                                                       | 2 – 0                                                                        | Corea del Sud                                                                | Mondiali 1990 - 1º turno                                                     | -                                                                            |                                                                              |
| 21-6-1990                                                                    | Udine                                                                        | Corea del Sud                                                                | 0 – 1                                                                        | Uruguay                                                                      | Mondiali 1990 - 1º turno                                                     | -                                                                            | 43’                                                                          |
| 27-7-1990                                                                    | Pechino                                                                      | Corea del Sud                                                                | 2 – 0                                                                        | Giappone                                                                     | Coppa Dinastia 1990                                                          | 1                                                                            |                                                                              |
| 29-7-1990                                                                    | Pechino                                                                      | Corea del Sud                                                                | 1 – 0                                                                        | Corea del Nord                                                               | Coppa Dinastia 1990                                                          | -                                                                            | 1’                                                                           |
| 31-7-1990                                                                    | Pechino                                                                      | Corea del Sud                                                                | 1 – 0                                                                        | Cina                                                                         | Coppa Dinastia 1990                                                          | -                                                                            |                                                                              |
| 3-8-1990                                                                     | Pechino                                                                      | Cina                                                                         | 1 – 1 dts (4 – 5 dtr)                                                        | Corea del Sud                                                                | Coppa Dinastia 1990                                                          | -                                                                            | 46’                                                                          |
| 6-9-1990                                                                     | Seul                                                                         | Corea del Sud                                                                | 1 – 0                                                                        | Australia                                                                    | Amichevole                                                                   | -                                                                            | 59’                                                                          |
| 9-9-1990                                                                     | Pusan                                                                        | Corea del Sud                                                                | 1 – 0                                                                        | Australia                                                                    | Amichevole                                                                   | -                                                                            | 58’                                                                          |
| 25-9-1990                                                                    | Pechino                                                                      | Pakistan                                                                     | 0 – 7                                                                        | Corea del Sud                                                                | Giochi asiatici 1990                                                         | 3                                                                            |                                                                              |
| 1-10-1990                                                                    | Pechino                                                                      | Corea del Sud                                                                | 1 – 0                                                                        | Kuwait                                                                       | Giochi asiatici 1990                                                         | -                                                                            | 66’                                                                          |
| 3-10-1990                                                                    | Pechino                                                                      | Corea del Sud                                                                | 0 – 1                                                                        | Iran                                                                         | Giochi asiatici 1990                                                         | -                                                                            | 89’                                                                          |
| 5-10-1990                                                                    | Pechino                                                                      | Corea del Sud                                                                | 1 – 0                                                                        | Thailandia                                                                   | Giochi asiatici 1990                                                         | -                                                                            |                                                                              |
| 11-10-1990                                                                   | Pyongyang                                                                    | Corea del Nord                                                               | 2 – 1                                                                        | Corea del Sud                                                                | Amichevole                                                                   | -                                                                            | 60’                                                                          |
| 23-10-1990                                                                   | Seul                                                                         | Corea del Sud                                                                | 1 – 0                                                                        | Corea del Nord                                                               | Amichevole                                                                   | 1                                                                            | 82’                                                                          |
| 24-9-1993                                                                    | Seul                                                                         | Corea del Sud                                                                | 1 – 1                                                                        | Australia                                                                    | Amichevole                                                                   | -                                                                            |                                                                              |
| 26-9-1993                                                                    | Seul                                                                         | Corea del Sud                                                                | 1 – 0                                                                        | Australia                                                                    | Amichevole                                                                   | -                                                                            |                                                                              |
| 16-10-1993                                                                   | Doha                                                                         | Iran                                                                         | 0 – 3                                                                        | Corea del Sud                                                                | Qual. Mondiali 1994                                                          | -                                                                            | 77’                                                                          |
| 19-10-1993                                                                   | Doha                                                                         | Iraq                                                                         | 2 – 2                                                                        | Corea del Sud                                                                | Qual. Mondiali 1994                                                          | -                                                                            | 20’                                                                          |
| 22-10-1993                                                                   | Doha                                                                         | Corea del Sud                                                                | 1 – 1                                                                        | Arabia Saudita                                                               | Qual. Mondiali 1994                                                          | -                                                                            | 87’                                                                          |
| 28-10-1993                                                                   | Doha                                                                         | Corea del Sud                                                                | 3 – 0                                                                        | Corea del Nord                                                               | Qual. Mondiali 1994                                                          | 1                                                                            |                                                                              |
| 16-2-1994                                                                    | Changwon                                                                     | Corea del Sud                                                                | 1 – 2                                                                        | Romania                                                                      | Amichevole                                                                   | -                                                                            |                                                                              |
| 26-2-1994                                                                    | Los Angeles                                                                  | Colombia                                                                     | 2 – 2                                                                        | Corea del Sud                                                                | Amichevole                                                                   | 1                                                                            | 31’                                                                          |
| 12-3-1994                                                                    | Fullerton                                                                    | Stati Uniti                                                                  | 1 – 1                                                                        | Corea del Sud                                                                | Amichevole                                                                   | -                                                                            |                                                                              |
| 3-5-1994                                                                     | Changwon                                                                     | Corea del Sud                                                                | 2 – 1                                                                        | Camerun                                                                      | Amichevole                                                                   | 1                                                                            | 45’                                                                          |
| 5-6-1994                                                                     | Boston                                                                       | Ecuador                                                                      | 2 – 1                                                                        | Corea del Sud                                                                | Amichevole                                                                   | -                                                                            |                                                                              |
| 11-6-1994                                                                    | Dallas                                                                       | Honduras                                                                     | 0 – 3                                                                        | Corea del Sud                                                                | Amichevole                                                                   | 1                                                                            | 45’ 81’                                                                      |
| 17-6-1994                                                                    | Dallas                                                                       | Spagna                                                                       | 2 – 2                                                                        | Corea del Sud                                                                | Mondiali 1994 - 1º turno                                                     | -                                                                            |                                                                              |
| 23-6-1994                                                                    | Foxborough                                                                   | Corea del Sud                                                                | 0 – 0                                                                        | Bolivia                                                                      | Mondiali 1994 - 1º turno                                                     | -                                                                            |                                                                              |
| 27-6-1994                                                                    | Dallas                                                                       | Germania                                                                     | 3 – 2                                                                        | Corea del Sud                                                                | Mondiali 1994 - 1º turno                                                     | 1                                                                            |                                                                              |
| 11-9-1994                                                                    | Gangneung                                                                    | Corea del Sud                                                                | 1 – 0                                                                        | Ucraina                                                                      | Amichevole                                                                   | -                                                                            |                                                                              |
| 13-9-1994                                                                    | Seul                                                                         | Corea del Sud                                                                | 2 – 0                                                                        | Ucraina                                                                      | Amichevole                                                                   | 1                                                                            | 77’                                                                          |
| 19-9-1994                                                                    | Seul                                                                         | Corea del Sud                                                                | 0 – 0                                                                        | Emirati Arabi Uniti                                                          | Amichevole                                                                   | -                                                                            | 28’                                                                          |
| 1-10-1994                                                                    | Onomichi                                                                     | Corea del Sud                                                                | 11 – 0                                                                       | Nepal                                                                        | Giochi asiatici 1994                                                         | 8                                                                            |                                                                              |
| 5-10-1994                                                                    | Hiroshima                                                                    | Corea del Sud                                                                | 2 – 1                                                                        | Oman                                                                         | Giochi asiatici 1994                                                         | 1                                                                            | 70’                                                                          |
| 7-10-1994                                                                    | Miyoshi                                                                      | Corea del Sud                                                                | 0 – 1                                                                        | Kuwait                                                                       | Giochi asiatici 1994                                                         | -                                                                            | 75’                                                                          |
| 11-10-1994                                                                   | Hiroshima                                                                    | Giappone                                                                     | 2 – 3                                                                        | Corea del Sud                                                                | Giochi asiatici 1994                                                         | 2                                                                            |                                                                              |
| 13-10-1994                                                                   | Hiroshima                                                                    | Uzbekistan                                                                   | 1 – 0                                                                        | Corea del Sud                                                                | Giochi asiatici 1994                                                         | -                                                                            |                                                                              |
| 10-6-1995                                                                    | Seul                                                                         | Corea del Sud                                                                | 2 – 3                                                                        | Zambia                                                                       | 1995 President's Cup                                                         | -                                                                            |                                                                              |
| 12-8-1995                                                                    | Suwon                                                                        | Corea del Sud                                                                | 2 – 3                                                                        | Brasile                                                                      | Amichevole                                                                   | -                                                                            | 80’                                                                          |
| 31-10-1995                                                                   | Seul                                                                         | Corea del Sud                                                                | 1 – 1                                                                        | Arabia Saudita                                                               | Amichevole                                                                   | 1                                                                            |                                                                              |
| 13-3-1996                                                                    | Zagabria                                                                     | Croazia                                                                      | 3 – 0                                                                        | Corea del Sud                                                                | Amichevole                                                                   | -                                                                            | 33’                                                                          |
| 19-3-1996                                                                    | Dubai                                                                        | Emirati Arabi Uniti                                                          | 3 – 2                                                                        | Corea del Sud                                                                | 1996 Emirates Cup                                                            | 1                                                                            |                                                                              |
| 23-3-1996                                                                    | Dubai                                                                        | Marocco                                                                      | 2 – 2                                                                        | Corea del Sud                                                                | 1996 Emirates Cup                                                            | -                                                                            |                                                                              |
| 25-3-1996                                                                    | Dubai                                                                        | Egitto                                                                       | 1 – 1                                                                        | Corea del Sud                                                                | 1996 Emirates Cup                                                            | -                                                                            | 75’                                                                          |
| 30-4-1996                                                                    | Tel Aviv                                                                     | Israele                                                                      | 4 – 5                                                                        | Corea del Sud                                                                | Amichevole                                                                   | 2                                                                            |                                                                              |
| 23-11-1996                                                                   | Suwon                                                                        | Corea del Sud                                                                | 4 – 1                                                                        | Colombia                                                                     | Amichevole                                                                   | 2                                                                            |                                                                              |
| 26-11-1996                                                                   | Canton                                                                       | Cina                                                                         | 2 – 3                                                                        | Corea del Sud                                                                | Korea-China Annual Match                                                     | -                                                                            |                                                                              |
| 4-12-1996                                                                    | Abu Dhabi                                                                    | Emirati Arabi Uniti                                                          | 1 – 1                                                                        | Corea del Sud                                                                | Coppa d'Asia 1996 - 1º turno                                                 | 1                                                                            |                                                                              |
| 7-12-1996                                                                    | Abu Dhabi                                                                    | Corea del Sud                                                                | 4 – 2                                                                        | Indonesia                                                                    | Coppa d'Asia 1996 - 1º turno                                                 | 2                                                                            |                                                                              |
| 10-12-1996                                                                   | Abu Dhabi                                                                    | Kuwait                                                                       | 2 – 0                                                                        | Corea del Sud                                                                | Coppa d'Asia 1996 - 1º turno                                                 | -                                                                            |                                                                              |
| 1-4-1998                                                                     | Seul                                                                         | Corea del Sud                                                                | 2 – 1                                                                        | Giappone                                                                     | Amichevole                                                                   | 1                                                                            |                                                                              |
| 15-4-1998                                                                    | Bratislava                                                                   | Slovacchia                                                                   | 0 – 0                                                                        | Corea del Sud                                                                | Amichevole                                                                   | -                                                                            |                                                                              |
| 18-4-1998                                                                    | Skopje                                                                       | Macedonia                                                                    | 2 – 2                                                                        | Corea del Sud                                                                | Amichevole                                                                   | -                                                                            | 70’                                                                          |
| 22-4-1998                                                                    | Belgrado                                                                     | Jugoslavia                                                                   | 3 – 1                                                                        | Corea del Sud                                                                | Amichevole                                                                   | 1                                                                            |                                                                              |
| 16-5-1998                                                                    | Seul                                                                         | Corea del Sud                                                                | 2 – 1                                                                        | Giamaica                                                                     | Amichevole                                                                   | -                                                                            | 79’                                                                          |
| 19-5-1998                                                                    | Seul                                                                         | Corea del Sud                                                                | 0 – 0                                                                        | Giamaica                                                                     | Amichevole                                                                   | -                                                                            |                                                                              |
| 27-5-1998                                                                    | Seul                                                                         | Corea del Sud                                                                | 2 – 2                                                                        | Rep. Ceca                                                                    | Amichevole                                                                   | 1                                                                            | 76’                                                                          |
| 4-6-1998                                                                     | Seul                                                                         | Corea del Sud                                                                | 1 – 1                                                                        | Cina                                                                         | Korea-China Annual Match                                                     | -                                                                            | 14’                                                                          |
| 28-3-1999                                                                    | Seul                                                                         | Corea del Sud                                                                | 1 – 0                                                                        | Brasile                                                                      | Amichevole                                                                   | -                                                                            |                                                                              |
| 5-6-1999                                                                     | Seul                                                                         | Corea del Sud                                                                | 1 – 2                                                                        | Belgio                                                                       | Amichevole                                                                   | -                                                                            |                                                                              |
| 12-6-1999                                                                    | Seul                                                                         | Corea del Sud                                                                | 3 – 1                                                                        | Messico                                                                      | 1999 Korea Cup                                                               | -                                                                            | 71’                                                                          |
| 15-6-1999                                                                    | Seul                                                                         | Corea del Sud                                                                | 0 – 0                                                                        | Egitto                                                                       | 1999 Korea Cup                                                               | -                                                                            | 76’                                                                          |
| 19-6-1999                                                                    | Seul                                                                         | Corea del Sud                                                                | 1 – 1                                                                        | Croazia                                                                      | 1999 Korea Cup                                                               | -                                                                            | 86’                                                                          |
| 15-2-2000                                                                    | Los Angeles                                                                  | Canada                                                                       | 0 – 0                                                                        | Corea del Sud                                                                | Gold Cup 2000 - 1º turno                                                     | -                                                                            |                                                                              |
| 17-2-2000                                                                    | Los Angeles                                                                  | Corea del Sud                                                                | 2 – 2                                                                        | Costa Rica                                                                   | Gold Cup 2000 - 1º turno                                                     | -                                                                            |                                                                              |
| 25-5-2001                                                                    | Suwon                                                                        | Corea del Sud                                                                | 0 – 0                                                                        | Camerun                                                                      | Amichevole                                                                   | -                                                                            | 46’                                                                          |
| 30-5-2001                                                                    | Taegu                                                                        | Francia                                                                      | 5 – 0                                                                        | Corea del Sud                                                                | Conf. Cup 2001 - 1º turno                                                    | -                                                                            | 45’                                                                          |
| 1-6-2001                                                                     | Ulsan                                                                        | Corea del Sud                                                                | 2 – 1                                                                        | Messico                                                                      | Conf. Cup 2001 - 1º turno                                                    | 1                                                                            | 77’                                                                          |
| 3-6-2001                                                                     | Suwon                                                                        | Corea del Sud                                                                | 1 – 0                                                                        | Australia                                                                    | Conf. Cup 2001 - 1º turno                                                    | 1                                                                            | 90’                                                                          |
| 15-8-2001                                                                    | Brno                                                                         | Rep. Ceca                                                                    | 5 – 0                                                                        | Corea del Sud                                                                | Amichevole                                                                   | -                                                                            | 70’                                                                          |
| 13-9-2001                                                                    | Daejeon                                                                      | Corea del Sud                                                                | 2 – 2                                                                        | Nigeria                                                                      | Amichevole                                                                   | -                                                                            | 68’                                                                          |
| 9-12-2001                                                                    | Seogwipo                                                                     | Corea del Sud                                                                | 1 – 0                                                                        | Stati Uniti                                                                  | Amichevole                                                                   | -                                                                            | 68’                                                                          |
| 23-1-2002                                                                    | Pasadena                                                                     | Corea del Sud                                                                | 0 – 0                                                                        | Cuba                                                                         | Gold Cup 2002 - 1º turno                                                     | -                                                                            | 64’                                                                          |
| 20-3-2002                                                                    | Cartagena                                                                    | Finlandia                                                                    | 0 – 2                                                                        | Corea del Sud                                                                | Amichevole                                                                   | 2                                                                            | 64’                                                                          |
| 26-3-2002                                                                    | Bochum                                                                       | Corea del Sud                                                                | 0 – 0                                                                        | Turchia                                                                      | Amichevole                                                                   | -                                                                            | 79’                                                                          |
| 16-5-2002                                                                    | Pusan                                                                        | Corea del Sud                                                                | 4 – 1                                                                        | Scozia                                                                       | Amichevole                                                                   | -                                                                            | 46’                                                                          |
| 26-5-2002                                                                    | Suwon                                                                        | Corea del Sud                                                                | 2 – 3                                                                        | Francia                                                                      | Amichevole                                                                   | -                                                                            | 46’                                                                          |
| 4-6-2002                                                                     | Pusan                                                                        | Corea del Sud                                                                | 2 – 0                                                                        | Polonia                                                                      | Mondiali 2002 - 1º turno                                                     | 1                                                                            | 50’                                                                          |
| 10-6-2002                                                                    | Taegu                                                                        | Corea del Sud                                                                | 1 – 1                                                                        | Stati Uniti                                                                  | Mondiali 2002 - 1º turno                                                     | -                                                                            | 56’                                                                          |
| 18-6-2002                                                                    | Daejeon                                                                      | Corea del Sud                                                                | 2 – 1 gg                                                                     | Italia                                                                       | Mondiali 2002 - Ottavi di finale                                             | -                                                                            | 63’                                                                          |
| 22-6-2002                                                                    | Gwangju                                                                      | Spagna                                                                       | 0 – 0 dts (3 – 5 dtr)                                                        | Corea del Sud                                                                | Mondiali 2002 - Quarti di finale                                             | -                                                                            | 90’                                                                          |
| 25-6-2002                                                                    | Seul                                                                         | Germania                                                                     | 1 – 0                                                                        | Corea del Sud                                                                | Mondiali 2002 - Semifinale                                                   | -                                                                            | 54’                                                                          |
| 20-11-2002                                                                   | Seul                                                                         | Corea del Sud                                                                | 2 – 3                                                                        | Brasile                                                                      | Amichevole                                                                   | -                                                                            | 88’                                                                          |
| Totale                                                                       |                                                                              | Presenze                                                                     | 105                                                                          |                                                                              | Reti                                                                         | 52                                                                           |                                                                              |

## Palmarès

### Giocatore

#### Club
- Coppa della Corea del Sud: 1

Pohang Steelers: 1996
- AFC Champions League: 2

Pohang Steelers: 1997, 1998

#### Individuale
- Capocannoniere della J. League: 1

1999 (24 gol)
- Scarpa di bronzo della FIFA Confederations Cup: 1

2001